# Nuestra Belleza México 1994
Nuestra Belleza México 1994 fue la 1.ª edición del certamen Nuestra Belleza México la cual se realizó en el Auditorio "Benito Juárez" de la ciudad de Zapopan, Jalisco el domingo 13 de noviembre de 1994. Treinta y dos candidatas de toda la República Mexicana compitieron por el título nacional, el cual fue ganado por Luz María Zetinadel Estado de México quien compitió en Miss Universo 1995 en Namibia. Zetina al ser la primera reina de la Organización, fue coronada por Carlos Rivera Aceves el entonces gobernador de Jalisco y por la Miss Universo 1994 Sushmita Sen, la encargada de colocar la banda fue Lupita Jones Miss Universo 1991 y directora nacional de Nuestra Belleza México, Zetina se convirtió en la primera y única mexiquense en ir a Miss Universo. 

## Antecedentes
La Organización Miss Universo otorgó la licencia para enviar a la representante mexicana a este importante evento a Lupita Jones. En cooperación con Televisa crearon Promocertamen S.A. de C.V. para organizar el concurso Nuestra Belleza México con el propósito de cambiar la perspectiva de los concursos de belleza en México. Crearon una estructura para realizar un certamen estatal en cada entidad del país, se redactó un manual de operaciones y políticas de este nuevo evento que está estructurado con un programa de entrenamiento para las Reinas Nacionales dándoles seguridad y armas para competir internacionalmente.

## Resultados
| Posición                                                | Candidata |
| Nuestra Belleza México 1994 (Miss Universe México 1995) | - Estado de México - Luz Maria Zetina |
| 1.ª Finalista                                           | - Aguascalientes - Yadhira Carrillo |

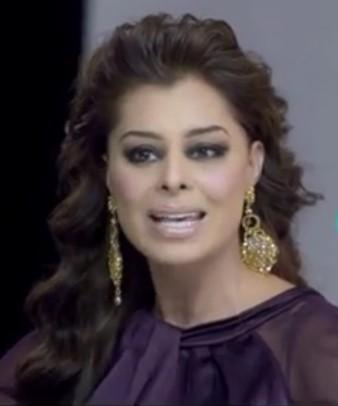
Yadhira Carrillo Nuestra Belleza Aguascalientes y 1.ª Finalista de Nuestra Belleza México 1994

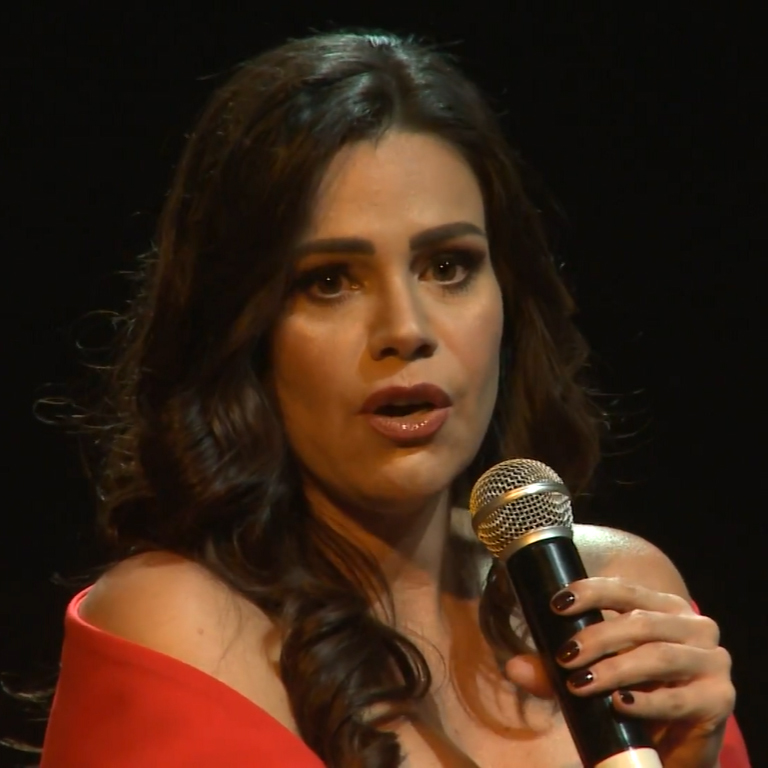
Luz Elena González Nuestra Belleza Jalisco 1994 y finalista de Nuestra Belleza México 1994

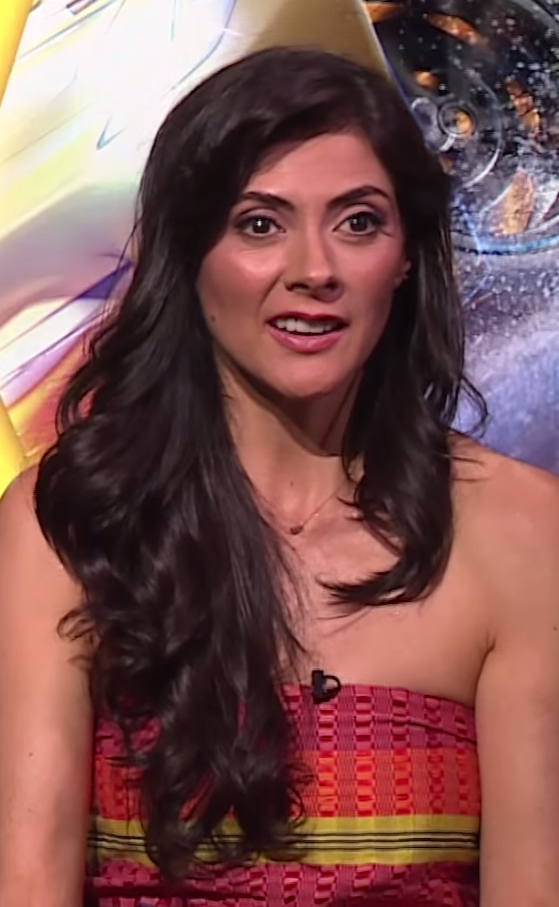
Verónica Jaspeado Nuestra Belleza Tlaxcala 1994 y semifinalista de Nuestra Belleza México 1994

| Top 6                                                   | - Colima - Gloria Michel - Distrito Federal - Tania Turner - Jalisco - Luz Elena González - Sinaloa - Amina Blancarte |
| Top 16                                                  | - Hidalgo - Viridiana Cortés - Morelos - Diana Velázquez - Nuevo León - Yadira Elizondo - Puebla - Sayi Risso - Querétaro - Andrea Guevara - Quintana Roo - Penélope Mezquita - Sonora - Abigaíl Kuñasich - Tabasco - Cecilia Martínez - Tlaxcala - Verónica Jaspeado - Yucatán - Angélica Schober |

## Áreas de competencia

### Semifinal
La competencia semifinal se realizó en el Auditorio "Benito Juárez" de la ciudad de Zapopan, Jalisco el 12 de noviembre, un día antes de la competencia final. Previo al final del evento, todas las candidatas compitieron en traje de baño y traje de noche como parte de la selección de las 16 candidatas quienes pasarían directamente a la competencia final. La conducción del evento estuvo a cargo de Raúl Velasco.
En esta noche, fueron entregados 3 premios especiales a las concursantes: Mejor Cabellera, Miss Diet Coke y Mejores Piernas. La parte musical fue amenizada por los grupos: Café Tacvba, Magneto y Ángeles Ochoa. La conducción del evento estuvo a cargo de por Liza Echeverría y Marco Antonio Regil.

#### Jurado Preliminar
Estos son los miembros del jurado preliminar, que eligieron al Top 16 durante la competencia semifinal, luego de ver a las candidatas en privado durante entrevistas y pasarela en traje de baño y gala:
- Fernando Romo - Estilista
- Sara Castany - Editora
- Enrique Rocha - Actor de televisión
- Valéria Melo Péris - Miss Brasil 1994 y Nuestra Belleza Internacional 1994
- Ernesto Alonso - Productor de televisión
- Liliana Abud - Escritora y actriz de televisión
- Sergio Bustamante - Artista
- Salma Hayek - Actriz de cine y televisión

### Final
La gala final fue transmitida en vivo a través del Canal de las Estrellas para todo México desde el Auditorio "Benito Juárez" de la ciudad de Zapopan, Jalisco el domingo 13 de noviembre de 1994. La conducción del evento estuvo a cargo de Raúl Velasco y Liza Echeverría dentro del programa dominical Siempre en domingo.
El grupo de 16 semifinalistas se dio a conocer durante la competencia final.
- Las 16 semifinalistas desfilaron en una nueva ronda en traje de baño y vestido de noche, posteriormente 10 de ellas fueron eliminadas.
- Las 6 finalistas se sometieron a una pregunta final y posteriormente dieron una última pasarela, donde el panel de jueces consideró la impresión general que dejó cada una de las finalistas para votar y definir posiciones finales.

#### Jurado final
Los miembros del jurado que evaluaron a las concursantes:
- Fernando Romo - Estilista
- Sara Castany - Editora
- Enrique Rocha - Actor de televisión
- Valéria Melo Péris - Miss Brasil 1994 y Nuestra Belleza Internacional 1994
- Ernesto Alonso - Productor de televisión
- Liliana Abud - Escritora y actriz de televisión
- Sergio Bustamante - Artista
- Salma Hayek - Actriz de cine y televisión

#### Entretenimiento
- Intermedio: Ricky Martin interpretando "Entre el Amor y los Halagos" y "El Amor de mi Vida"
- Intermedio: Manuel Mijares interpretando "Vives en Mí"

### Premios especiales
| Premio          | Candidata                      |
| Mejor Cabellera | - Sinaloa - Amina Blancarte    |
| Miss Diet Coke  | - Tlaxcala - Verónica Jaspeado |
| Mejores Piernas | - Nuevo León - Yadira Elizondo |

## Candidatas
| Estado              | Candidata                             | Edad | Estatura | Residencia       |
| Aguascalientes      | Yadhira Carrillo Villalobos           | 22   | 1.65     | Aguascalientes   |
| Baja California     | María Luisa Pérez Mitre               | 21   | 1.73     | Tijuana          |
| Baja California Sur | María de los Ángeles Elizalde Grajeda | 18   | 1.65     | La Paz           |
| Campeche            | Claudia Esperanza Santini Sosa        | 21   | 1.70     | Campeche         |
| Chiapas             | Michelle Ordóñez Flores               | 18   | 1.72     | Tuxtla Gutiérrez |
| Chihuahua           | Luz María Delgado López               | 23   | 1.70     | Chihuahua        |
| Coahuila            | Gabriela Pacheco Pascual              | 19   | 1.69     | Torreón          |
| Colima              | Gloria Michel Ramírez                 | 21   | 1.68     | Colima           |
| Distrito Federal    | Tania Elizabeth Turner Sen            | 20   | 1.75     | Ciudad de México |
| Durango             | María Guadalupe Favela Ante           | 21   | 1.70     | Gómez Palacio    |
| Estado de México    | Luz María Zetina Lugo                 | 21   | 1.70     | Toluca           |
| Guanajuato          | Blanca Estela Padilla López           | 21   | 1.68     | Guanajuato       |
| Guerrero            | Liliana Abaroa Caso                   | 19   | 1.77     | Acapulco         |
| Hidalgo             | Viridiana Cortés Domínguez            | 21   | 1.70     | Pachuca          |
| Jalisco             | Luz Elena González De la Torre        | 20   | 1.72     | Guadalajara      |
| Michoacán           | María Nohemí Acuña Avilés             | 21   | 1.75     | Morelia          |
| Morelos             | Yolanda Diana Velázquez Monroy        | 18   | 1.65     | Jojutla          |
| Nayarit             | Marcela Guadalupe Aragón González     | 23   | 1.70     | Tepic            |
| Nuevo León          | Yadira Janneth Elizondo Montemayor    | 20   | 1.74     | Monterrey        |
| Oaxaca              | Perla Xóchitl Chávez Ruíz             | 21   | 1.69     | Salina Cruz      |
| Puebla              | Sayi Risso Bretón                     | 22   | 1.65     | Puebla           |
| Querétaro           | Andrea Guevara Roslyn Rowland         | 21   | 1.78     | Querétaro        |
| Quintana Roo        | Penélope Mezquita González            | 19   | 1.65     | Chetumal         |
| San Luis Potosí     | Eleane Eguía Valdez                   | 20   | 1.69     | San Luis Potosí  |
| Sinaloa             | Helen Amina Blancarte Tirado          | 20   | 1.76     | Mazatlán         |
| Sonora              | Abigaíl Kuñasich Gamero               | 21   | 1.70     | Hermosillo       |
| Tabasco             | Alma Cecilia Martínez Pérez           | 18   | 1.72     | Villahermosa     |
| Tamaulipas          | Denisse Carrera Delgado               | 21   | 1.70     | Ciudad Victoria  |
| Tlaxcala            | Verónica Alejandra Jaspeado Martínez  | 21   | 1.75     | Tlaxcala         |
| Veracruz            | Paula Kersti Hartley Alcocer          | 19   | 1.76     | Xalapa           |
| Yucatán             | Angélica Juanita Schober Lafer        | 23   | 1.75     | Mérida           |
| Zacatecas           | Minerva Varela Valle                  | 19   | 1.68     | Fresnillo        |

## Crossovers
| Miss Universo - 1995: Estado de México - Luz María Zetina Nuestra Belleza Internacional - 1995: Sinaloa - Amina Blancarte (Ganadora) Miss Verano Viña del Mar - 1995: Tlaxcala - Verónica Jaspeado The Top Model of the World - 1996: Nuevo León - Yadira Elizondo | Señorita Baja California - 1992: Baja California - María Luisa Pérez (Ganadora) La Modelo del Año - 1992: Baja California - María Luisa Pérez Reina del Carnaval de Carolina del Norte - 2006: Aguascalientes - Yadhira Carrillo (Ganadora) Reina del Carnaval Mazatlán - 1993: Sinaloa - Amina Blancarte (Ganadora) |